# Gračac
Gračac är en ort i Kroatien.   Den ligger i länet Zadars län, i den södra delen av landet, 170 km söder om huvudstaden Zagreb. Gračac ligger 560 meter över havet och antalet invånare är 2 702.
Terrängen runt Gračac är huvudsakligen kuperad, men söderut är den bergig. Gračac ligger nere i en dal. Runt Gračac är det mycket glesbefolkat, med 7 invånare per kvadratkilometer. Gračac är det största samhället i trakten. Omgivningarna runt Gračac är en mosaik av jordbruksmark och naturlig växtlighet.